# KS-1 (sistema de misiles antiaéreos)
El KS-1 o HQ-12 (pinyin, Kai Shan -1) es un sistema de misiles antiaéreos de mediano alcance desarrollado en la República Popular China con propulsión de combustible sólido y orientación basada en radar. El sistema se utiliza para defenderse de aviones de combate, helicópteros de ataque y misiles de crucero. Fue desarrollado en la década de 1980 y fue exportado a varios países.

## Desarrollo
El trabajo de desarrollo del sistema KS-1 fue iniciado por la corporación china China Jiangnan Space Industry Co.  (también conocida como Base 061) en la década de 1980 para reemplazar los antiguos sistemas HQ-2 y HQ-61. Según los informes, la primera prueba exitosa del KS-1 tuvo lugar en 1989 y el KS-1 se presentó por primera vez al público en el Salón Aeronáutico de París en 1991. El desarrollo del KS-1 se completó en 1994, pero no se introdujo en el Ejército Popular ni se exportó.  Las versiones mejoradas KS-1A y HQ-12 se introdujeron finalmente a finales de la década de 1990 en la Fuerza Aérea y el Ejército de la República Popular China, las primeras ventas al extranjero de diferentes versiones modernizadas tuvieron lugar en las décadas del 2000 y del 2010.

## Tecnología

### Cohete
Al igual que los misiles tierra-aire del antiguo sistema HQ-61, los misiles KS-1 son de una sola etapa. El diámetro del fuselaje del cohete es de 400 mm, y la envergadura es de 1,2 metros. La masa de despegue es de 886. kg con una longitud total de 5.644 metros. A bajas altitudes, los misiles guiados deben realizar maniobras de vuelo con una carga lateral máxima de hasta 18 g. Con el aumento de la altitud, el límite de carga cae a un rango g de un solo dígito. El cohete viene equipada con una ojiva de 100 kg. Según la versión, la velocidad máxima alcanzable está entre 750 y 1200 milisegundos.  El rango máximo para la versión KS-1C es de 70 kilómetros. Se pueden transportar y lanzar dos misiles por lanzador. Antes del lanzamiento, la plataforma de lanzamiento debe estar inclinada en un ángulo de 40° a 70°. La versión más moderna, el HQ-22 (FK-3), se difiere exteriormente de forma significativa de las versiones anteriores. Se pueden transportar en esta versión cuatro en lugar de dos misiles por lanzador, y además los misiles antiaéreos están ubicados en contenedores de lanzamiento cilíndricos.

### Radares

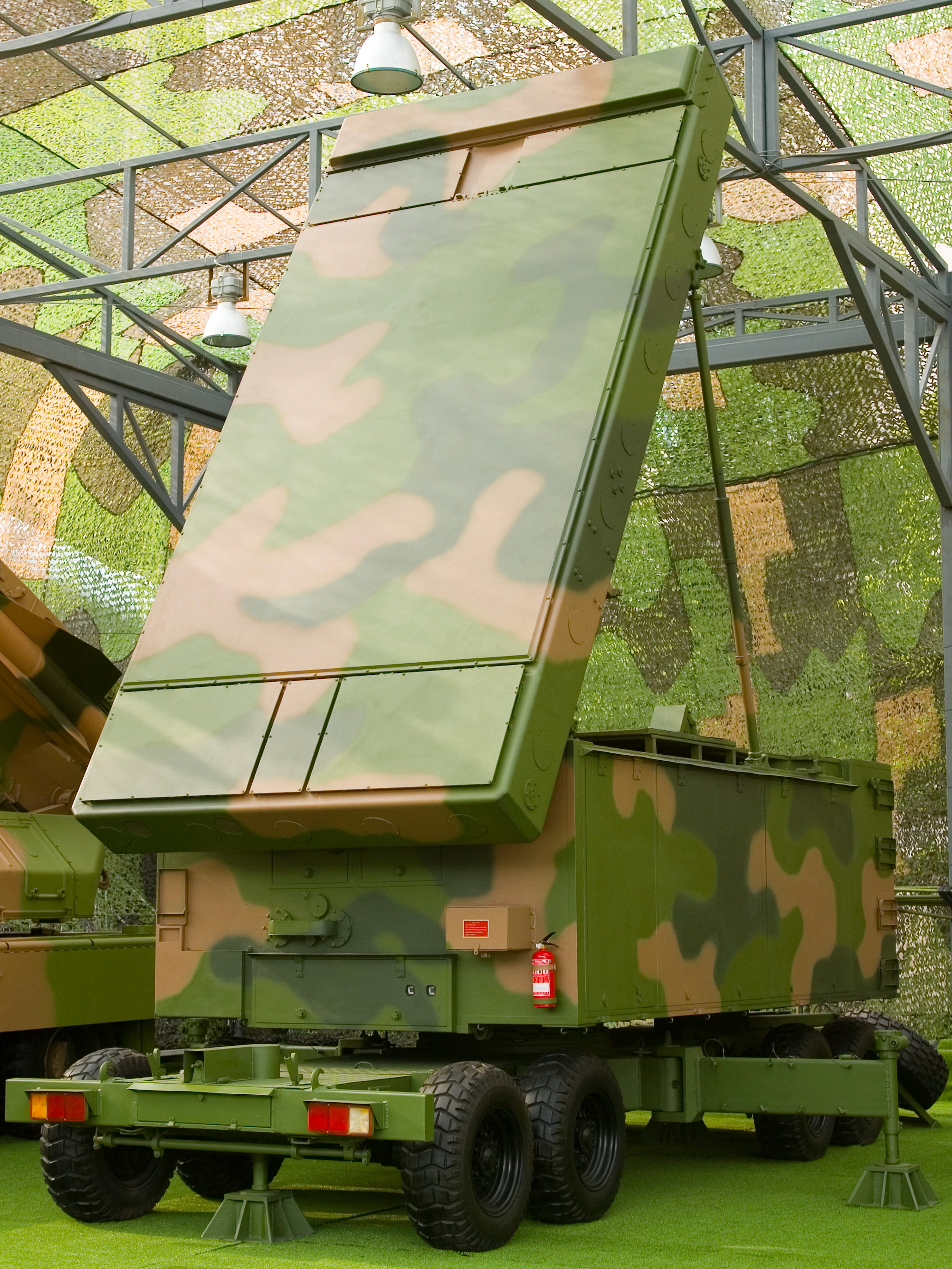
Radar de búsqueda de matriz en fase H-200

- SJ-202 ( Gin Sling A ): la primera versión KS-1 utilizó el radar de búsqueda SJ-202, que también fue utilizado por el sistema HQ-2 y es esencialmente una copia del radar de búsqueda soviético SNR-75. El radar está en un remolque o está instalado de forma permanente.  El SJ-202 es el primer radar de matriz en fase 3D chino con un alcance de hasta 115 km. El radar opera en banda G y puede rastrear seis misiles para atacar tres o hasta seis objetivos.

- H-200: El radar de matriz en fase H-200 ha sido incluido como el componente del radar principal del sistema KS-1A desde 2007. Esta antena de matriz en fase es externamente similar al radar MPQ-53 del sistema estadounidense Patriot y al radar ruso 30N6 y está fijada o montada en un remolque.[3]

- HT-233, SJ-231: El SJ-231 es un radar para el sistema KS-1A/HQ-12 basado en la antena de radar HT-233 PESA. Las cifras de rendimiento publicadas son prácticamente idénticas a las del radar H-200. A diferencia del H-200 remolcado, el radar SJ-231/HT-233 está montado en un camión todoterreno 6×6 u 8×8.[4]

## Variantes

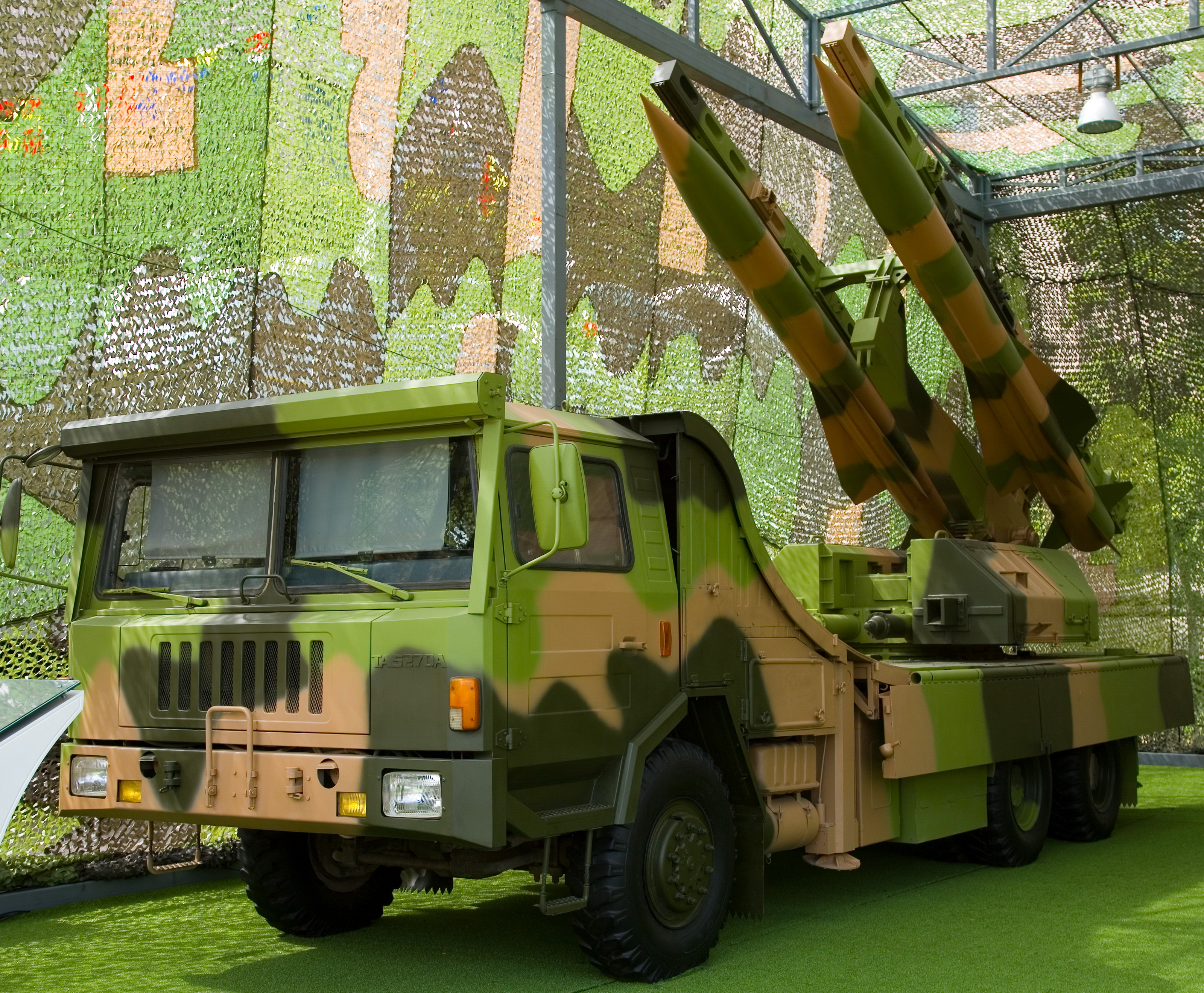
Vehículo de lanzamiento KS-1A basado en un TA5270A

Hasta la fecha se conocen varias variantes del KS-1:
- KS-1: Primera versión estacionaria con plataformas de lanzamiento estacionarias similares a las del sistema HQ-2. Utiliza el radar de búsqueda SJ-202, que también es utilizado por el sistema HQ-2 y que es esencialmente una copia del radar de búsqueda soviético SNR-75.  Se pueden disparar dos misiles simultáneamente contra un objetivo. El rango máximo de combate es de 40 kilómetros. El lanzamiento de misiles se realiza desde plataformas de lanzamiento estacionarias similares a las utilizadas en el sistema HQ-2.
- KS-1A: aumento del rango a 50 km y del techo de servicio a 24 kilómetros[6] En esta versión, el KS-1 es un sistema antiaéreo móvil, en el que todos los componentes están montados en camiones todo terreno. Una batería KS-1A está compuesta de un radar de búsqueda, cuatro vehículos de lanzamiento que tienen dos misiles cada uno, vehículos de recarga, puesto de mando y vehículos de suministro de energía con generadores.[7]
- KS-1C: El KS-1C fue desarrollado por China Aerospace Science and Industry Corporation (CASIC). Es la versión mejorada del KS-1A y tiene un rango aumentado de 70 km (antes 50 km) y una mayor altitud de despliegue de 27 km (anteriormente 24 kilómetros).
- HQ-12: Un derivado de la serie KS, que utiliza el radar SJ-202/212.
- HQ-22 (designación de exportación FK-3): El HQ-22 es el sistema de misiles antiaéreos de mediano alcance de última generación de China. Es una variante del HQ-12 y utiliza un nuevo tipo de misil. También representa una revisión importante del sistema KS-1. Tiene un rango de alrededor de 100 km y una altura de combate efectiva de 50 m a 27 kilómetros[2] En esta versión, los misiles antiaéreos se ubican en contenedores cilíndricos de transporte y lanzamiento, desde los cuales se realiza el lanzamiento. Cuatro de estos contenedores se transportan y lanzan en un camión 8×8. El radar de control de fuego modernizado puede controlar 12 misiles contra 6 objetivos.[8] El HQ-22 es más económico en comparación con el sistema HQ-9 y formará uno de los pilares del sistema de defensa aérea chino. Está destinado a reemplazar todos los sistemas más antiguos a mediano plazo.

## Usuarios

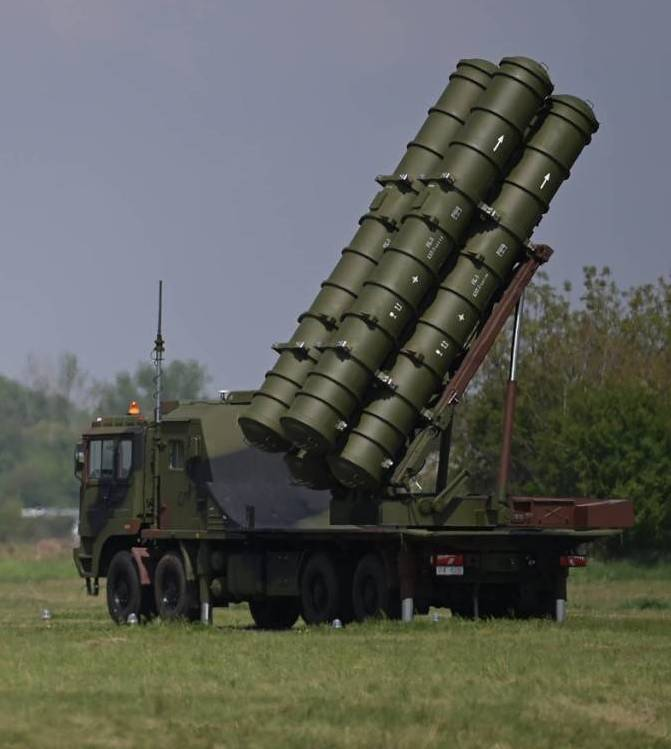
Vehículo de lanzamiento serbio FK-3 en una demostración el 30 de abril de 2022

- China: Entre 2000 y 2010 se entregaron 60 lanzaderas al Ejército Popular de Liberación.[9]
- Birmania:[10][11] Recibió en 2015/2016 cuatro baterías KS-1C.
- Serbia: El gobierno serbio expresó interés en comprar tres baterías FK-3 en 2018 por un total de US$200 millones.[12] Los círculos gubernamentales afirmaron en los medios serbios que tres baterías de este sistema serían suficientes como para proteger todo el territorio nacional de ataques aéreos.[12] Los primeros sistemas volaron a Serbia a principios de abril de 2022 en aviones de transporte militar Xian Y-20.[13][14]
- Turkmenistán:[10] Recibió una batería KS-1A o KS-1C en 2016.
- Tailandia[10] Recibió un número desconocido de sistemas de defensa de la versión KS-1C en 2016.
- Camboya Fuerzas Armadas Reales de Camboya: Cuatro baterías de KS-1C en servicio en 2024.

## Literatura
- Tony Cullen & Christopher F. Foss: Jane’s Land-based Air-Defence, Edition 2000–2001. Jane’s Information Group, 2001, ISBN 0-7106-2022-5. (en inglés)